# Jingellic
Jingellic is een plaats in de Australische deelstaat New South Wales.